# Real Titánico
El Real Titánico es un club de fútbol español con sede en Pola de Laviana, en el concejo asturiano de Laviana. Actualmente compite en el grupo II de la Tercera Federación.

## Historia

### Antecedentes del fútbol en Pola de Laviana
A comienzos del siglo XX, un joven conocido como Chepe, que conocía el fútbol al estudiar en Navarra, lo introduce a sus allegados cuando volvía a Pola de Laviana en vacaciones. En 1912 una de esas reuniones en el llagar de Don Clemente tiene como consecuencia la creación de un equipo en la Pola, al que deciden ponerle el nombre de Club Titánic Sport por el buque inglés Titanic que había naufragado meses antes, hecho que por entonces estaba teniendo mucha repercusión. El primer presidente del club fue un abogado lavianés llamado Aquilino Zapico Acebedo. Fue inscrito oficialmente en la Federación Regional Cantábrica, con sede en Gijón, el 30 de diciembre de 1915. En 1922 le es concedido al club por Alfonso XIII el título de "Real".
Así el equipo empezó a jugar partidos por Asturias, siendo especialmente recordados una victoria en Llanes por 0-2 o un empate en la Pola a cero goles contra el Real Sporting de Gijón. Las crónicas de la época destacan que en ambos conjuntos se alineaban extranjeros como si ello fuera una gran ventaja, pues en Escocia, Inglaterra o Alemania se tenía ya una cultura futbolística que en España no había. En 1919 los mejores jugadores del Titánic son fichados por el Racing de Sama, y el equipo entró en una crisis deportiva y económica, en la que se cambió el nombre a Nuevo Club Titánic y acabó desapareciendo, bajo la presidencia de Agapito Otero.
Se crea entonces la Gimnástica de Laviana, con la mayoría de jugadores procedentes del Nuevo Titánic, que se proclama campeón del Nalón, si bien no fue inscrito en competiciones oficiales. Cambió de denominación a Arenas Club de Fútbol y duró hasta la Guerra Civil, en 1936, cuando fue disuelto. 
Tras la guerra se crea un nuevo club, utilizando el nombre inicial de 1912, pero castellanizado por orden del Consejo Nacional de Deportes, como Real Titánico. Tras el traslado al campo de Fontoria en 1950 se vive uno de los momentos de mayor gloria del club, cuando en 1954 se asciende por primera vez a categoría nacional. El debut en casa es contra la Gimnástica de Torrelavega en un partido que ganaron los visitantes por 2-4. En 1962, bajo el mandato de Manuel Álvarez "Noli", se repite la crisis económica y deportiva de años antes con idéntico resultado, la desaparición del club. 

### Fundación del club actual
Pasaron dos años sin fútbol en Laviana hasta que en 1964 es creado el Laviana Club de Fútbol. El nuevo equipo asciende dos veces en sus dos primeros años llegando de nuevo a la Tercera División. En 1970 desaparece el campo de Fontoria y el equipo desciende a Primera Regional. 
En la temporada 1978-79 recupera la denominación de Real Titánico tras amortizar la deuda federativa que tenía el extinto club, y en la temporada 1979-80 se vuelve a la Tercera División.
En la temporada 1994-95 queda 4.º en Tercera División y disputa la promoción de ascenso a Segunda División B, mientras que al año siguiente se proclama campeón del grupo asturiano de Tercera. Vuelve a disputar la promoción en 1999 y 2003, fallando en las cuatro ocasiones. En la 2005-06 queda colista de Tercera y desciende a Regional Preferente, de la que vuelve a descender al año siguiente a Primera Regional.
Al finalizar la Temporada 2009-10, Emilio Corral finaliza su mandato como presidente, no volviendo a presentarse por motivos personales. Por lo que accede a la presidencia el hasta entonces vicepresidente, Joaquín García "Quinín".
Para la temporada 2011-12 se celebró el centenario de la creación de Club Titánic Sport y el club preparó diferentes actos.
La temporada 2013-14 la finaliza el Real Titánico en 3.ª posición, clasificándose para la promoción de ascenso a Regional Preferente. Su rival en primera ronda será el Raíces C. F., con el cual quedaría eliminado. Las temporadas 2014-15 y 2015-16 pasarían sin pena ni gloria, quedando en la parte media-alta de la tabla.
La temporada 2016-17 logró quedar campeón del Grupo 1 de la Primera Regional y ascender a Regional Preferente.
Tras tres temporadas en la categoría, con una primera en la que se sufrió para mantenerse, y una segunda donde se luchó hasta el final por el ascenso. En la 2019-20 el equipo hasta el parón por la pandemia del coronavirus terminó como líder destacado, con tan sólo una derrota y logra el ascenso a la Tercera División. Categoría a la que regresó tras catorce años.

## Escudo
El escudo del Titánico es redondo, con dos circunferencias concéntricas que lo dividen en un círculo, en el centro, y una corona circular por el exterior. El círculo central consta de tres franjas verticales rojas sobre fondo blanco, mientras que la corona es azul sobre la cual una inscripción en blanco con el lema: Real Titánico Laviana.
En la parte superior una corona real simboliza el título recibido por el Real Titanic en tiempos del reinado de Alfonso XIII.

## Himno
El himno del Real Titánico fue escrito por Efraín Canella y cuenta con música de Enrique Montes. En él se llama al equipo tanto Titánico como Titánic.

## Uniforme
- Uniforme titular: camiseta rojiblanca con rayas verticales anchas, pantalón azul y medias rojas.
- Uniforme alternativo: camiseta negra con la parte superior en rojo, pantalón negro y medias negras con ribetes blancos.

## Campo
El Titánico juega en el campo de Las Tolvas desde 1973. Tiene capacidad para unas 2000 personas y el terreno, de hierba natural, mide 95 x 60 m. Es propiedad del ayuntamiento de Laviana y recibe su nombre de las grandes tolvas para almacenar y cargar carbón cercanas al campo.
En las primeras décadas de fútbol en Pola de Laviana, el campo usado era el de La Llombona, cerca de la carretera de la parroquia de Carrio. Las condiciones de éste no eran muy buenas, así Alejandro Guerra, el entonces presidente, consigue el traslado al campo de El Rocinero, que sirvió de sede hasta mitad del siglo XX, con el parón de la Guerra Civil. Recibía su nombre del arroyo que pasaba cerca del campo, cuyo origen era una fuente situada en lo que hoy es el barrio de Fontoria. En 1950 se produce un nuevo traslado, esta vez a un campo muy próximo, cedido por el Consejo Local del Movimiento. Era el campo de Fontoria, que veinte años más tarde, en 1970, desaparece para construirse un grupo de viviendas sociales. Tras el último partido en Fontoria el 29 de marzo de 1970, el Titánico recorre los campos de La Chalana y El Molín, hasta que el ayuntamiento adquiere unos terrenos y construye el campo de Las Tolvas.
Las Tolvas tiene un segundo campo anexo, de arena, hasta que en 2007 se inauguró la reforma en la que se le dotó de césped sintético, llamado Las Tolvas 2. Es utilizado por el equipo de fútbol base de la Asociación Cultural y Deportiva Alcava, este club mantiene un acuerdo de filialidad con el Real Titánico.

## Filial
En abril de 2021, se hace público por ambos clubes, un acuerdo por el cual el Iberia Club de Fútbol de la localidad de Bimenes será filial de los lavianeses. Llevaba tres temporadas sin competir. El club milita actualmente en la Tercera Asturfútbol.

## Datos del club

### Trayectoria en competiciones nacionales
- Temporadas en Primera División: 0
- Temporadas en Segunda División: 0
- Temporadas en Primera Federación: 0
- Temporadas en Segunda Federación: 0
- Temporadas en Tercera: 29
- Participaciones en Copa del Rey: 3

### Estadísticas enTercera
(Actualizadas hasta la temporada 2023-24)
| P. J. | P. G. | P. E. | P. P. | G. F. | G. C. | Puntos |
| ----- | ----- | ----- | ----- | ----- | ----- | ------ |
| 1102  | 391   | 285   | 516   | 1343  | 1874  | 1274   |

### Promociones de ascenso a2.ª B
El Titánico jugó desde los años 1990 un total de cuatro promociones a Segunda División B, en los años 1995, 1996, 1999 y 2003. En ninguna de ellas consiguió el ascenso. Entonces, la promoción consistía en una liguilla a ida y vuelta entre cuatro equipos de los que ascendía el primer clasificado. A los equipos asturianos se les emparejaba con un gallego, un castellanoleonés y un madrileño.
- Promoción 1994-95: Tras clasificarse cuarto en la liga regular, el Titánico fue encuadrado con Cultural y Deportiva Leonesa, C. D. Carabanchel y Viveiro C. F.. Cinco derrotas y sólo una victoria en Las Tolvas frente al Viveiro llevaron al Titánico a la última posición, ascendiendo la Cultural.

- Promoción 1995-96: Este año el Titánico llegó a la promoción de ascenso como campeón de grupo. A pesar de ello, acabó en la última posición de la liguilla de ascenso, tras sólo conseguir un punto en seis partidos. Merced a un empate en casa frente al Club Atlético Burgalés. El C. D. Carabanchel consiguió el ascenso, empatado a puntos con el otro equipo del grupo, el Puente C. F..

- Promoción 1998-99: En el tercer intento, el equipo lavianés llegó a la promoción tras un cuarto puesto en la liga. Repitió la mala actuación de las ocasiones anteriores y sólo puntuó con un 0-0 en Pola de Laviana ante el Porriño Industrial F. C.. Completaban el grupo el C. D. Leganés "B" y la S. D. Ponferradina, que ascendió.

- Promoción 2002-03: El pase a la cuarto promoción de ascenso a Segunda B, se logró tras un subcampeonato por detrás del Caudal Deportivo. El Titánico quedó segundo también en la promoción, tras el C. F. Rayo Majadahonda, que le ganó en Madrid y empató en Laviana. El resto de encuentros fueron dos victorias en Las Tolvas y dos empates a domicilio frente al C. C. D. Cerceda y La Bañeza F. C..

## Trayectoria
| Temporada | Nivel | Categoría                        | Posición | Copa del Rey |
| --------- | ----- | -------------------------------- | -------- | ------------ |
| 1964-65   | 5     | 2.ª Regional                     | 2.º      |              |
| 1965-66   | 4     | 1.ª Categoría Regional           | 2.º      |              |
| 1966-67   | 3     | 3.ª División                     | 10.º     |              |
| 1967-68   | 3     | 3.ª División                     | 13.º     |              |
| 1968-69   | 4     | 1.ª Categoría Regional           | 4.º      |              |
| 1969-70   | 4     | 1.ª Categoría Regional           | 9.º      |              |
| 1970-71   | 4     | 1.ª Categoría Regional           | 5.º      |              |
| 1971-72   | 4     | 1.ª Categoría Regional           | 12.º     |              |
| 1972-73   | 4     | 1.ª Categoría Regional           | 15.º     |              |
| 1973-74   | 4     | 1.ª Categoría Regional           | 17.º     |              |
| 1974-75   | 4     | 1ª Categoría Regional Preferente | 19.º     |              |
| 1975-76   | 5     | 2.ª Regional Preferente          | 1.º      |              |
| 1976-77   | 4     | 1ª Categoría Regional Preferente | 12.º     |              |
| 1977-78   | 5     | 1ª Categoría Regional Preferente | 2.º      |              |
| 1978-79   | 5     | Regional Preferente              | 5.º      |              |
| 1979-80   | 5     | Regional Preferente              | 1.º      |              |
| 1980-81   | 4     | 3.ª División                     | 14.º     |              |
| 1981-82   | 4     | 3.ª División                     | 6.º      |              |
| 1982-83   | 4     | 3.ª División                     | 16.º     | 1.ª ronda    |
| 1983-84   | 4     | 3.ª División                     | 10.º     |              |
| 1984-85   | 4     | 3.ª División                     | 17.º     |              |
| 1985-86   | 5     | Regional Preferente              | 11.º     |              |
| 1986-87   | 5     | Regional Preferente              | 8.º      |              |
| 1987-88   | 5     | Regional Preferente              | 2.º      |              |
| 1988-89   | 4     | 3.ª División                     | 7.º      |              |
| 1989-90   | 4     | 3.ª División                     | 14.º     |              |
| 1990-91   | 4     | 3.ª División                     | 9.º      |              |
| 1991-92   | 4     | 3.ª División                     | 6.º      |              |
| 1992-93   | 4     | 3.ª División                     | 11.º     | 1.ª ronda    |
| 1993-94   | 4     | 3.ª División                     | 10.º     |              |
| 1994-95   | 4     | 3.ª División                     | 4.º      |              |
| 1995-96   | 4     | 3.ª División                     | 1.º      |              |
| 1996-97   | 4     | 3.ª División                     | 10.º     |              |
| 1997-98   | 4     | 3.ª División                     | 15.º     |              |
| 1998-99   | 4     | 3.ª División                     | 4.º      |              |
| 1999-2000 | 4     | 3.ª División                     | 11.º     |              |

| Temporada | Nivel | Categoría           | Posición | Copa del Rey            |
| --------- | ----- | ------------------- | -------- | ----------------------- |
| 2000-01   | 4     | 3.ª División        | 8.º      |                         |
| 2001-02   | 4     | 3.ª División        | 10.º     |                         |
| 2002-03   | 4     | 3.ª División        | 2.º      |                         |
| 2003-04   | 4     | 3.ª División        | 8.º      |                         |
| 2004-05   | 4     | 3.ª División        | 13.º     |                         |
| 2005-06   | 4     | 3.ª División        | 20.º     |                         |
| 2006-07   | 5     | Regional Preferente | 17.º     |                         |
| 2007-08   | 6     | 1.ª Regional        | 4.º      |                         |
| 2008-09   | 6     | 1.ª Regional        | 9.º      |                         |
| 2009-10   | 6     | 1.ª Regional        | 13.º     |                         |
| 2010-11   | 6     | 1.ª Regional        | 13.º     |                         |
| 2011-12   | 6     | 1.ª Regional        | 4.º      |                         |
| 2012-13   | 6     | 1.ª Regional        | 11.º     |                         |
| 2013-14   | 6     | 1.ª Regional        | 3.º      |                         |
| 2014-15   | 6     | 1.ª Regional        | 9.º      |                         |
| 2015-16   | 6     | 1.ª Regional        | 5.º      |                         |
| 2016-17   | 6     | 1.ª Regional        | 1.º      |                         |
| 2017-18   | 5     | Regional Preferente | 11.º     |                         |
| 2018-19   | 5     | Regional Preferente | 6.º      |                         |
| 2019-20   | 5     | Regional Preferente | 1.º      |                         |
| 2020-21   | 4     | 3.ª División        | 12.º     | Previa interterritorial |
| 2021-22   | 5     | 3.ª División RFEF   | 12.º     |                         |
| 2022-23   | 5     | 3.ª Federación      | 9.º      |                         |
| 2023-24   | 5     | 3.ª Federación      | 13.º     |                         |
| 2024-25   | 5     | 3.ª Federación      |          |                         |

## Palmarés

### Torneos nacionales
- Tercera División: (1): 1995-96.
- Subcampeón de Tercera División (1): 2002-03.

### Torneos autonómicos
- Regional Preferente de Asturias (2): 1979-80 y 2019-20.
- Subcampeón de la Regional Preferente de Asturias (3): 1965-66, 1977-78 y 1987-88.
- Primera Regional de Asturias (2): 1975-76 y 2016-17.
- Subcampeón de la Segunda Regional de Asturias (1): 1964-65.

### Trofeos amistosos
- Trofeo Villa de Laviana-Memorial Ricardito (11): 1983, 1985, 1987, 1988, 1991, 2000, 2002, 2008, 2013, 2022 y 2024.
- Trofeo Memorial Antonio "Maquinona" (1): 2024.
- Trofeo Memorial Presas (2): 2012 y 2013.